# Автошлях Т 0236
Автошля́х Т 0236 — автомобільний шлях територіального значення у Вінницькій та Київській областях. Пролягає територією Липовецького, Погребищенського та Тетіївського районів через Липовець — Славну — Спичинці — Погребище — Збаржівку. Загальна довжина — 88,3 км.

## Маршрут
Автошлях проходить через такі населені пункти:
| Автошлях Т 0236       |                |
| Вінницька область     |                |
| Липовецький район     |                |
| Липовець              | Р17Р33         |
| Славна                |                |
| Ганнівка              |                |
| Погребищенський район |                |
| Очеретня              |                |
| Довжок                |                |
| Спичинці              |                |
| Погребище             | Т 0203Т 0606   |
| Дзюньків              |                |
| Обозівка              |                |
| Збаржівка             |                |
| Київська область      |                |
| Тетіївський район     |                |
|                       | перетин із Р17 |